# أفايا

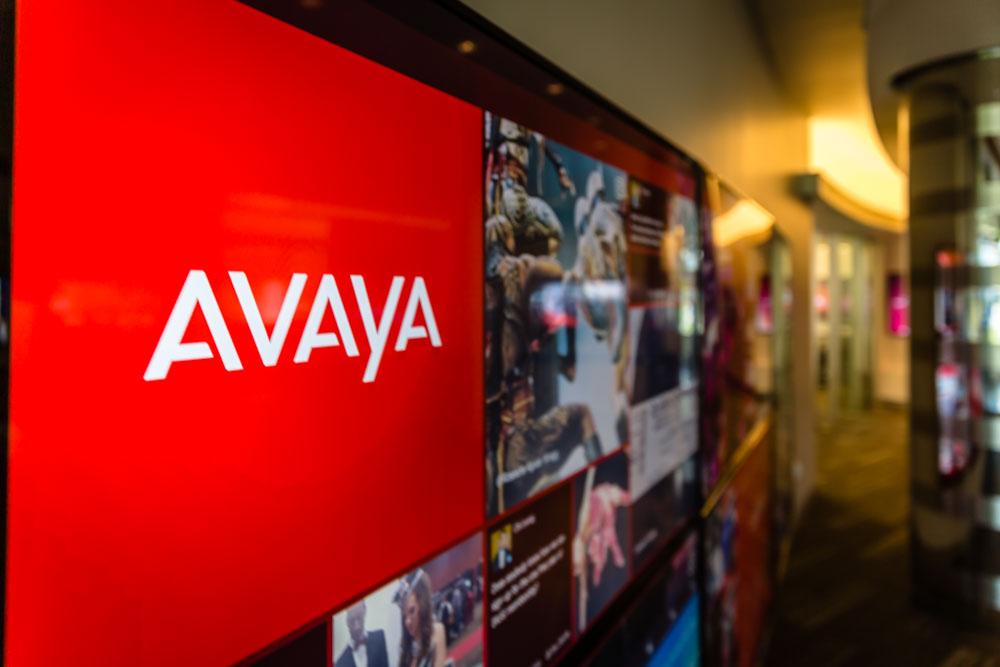
مكتب أفايا

أفايا /əˈvaɪ.ə/ هي شركة تكنولوجيا أمريكية متعددة الجنسيات يقع مقرها الرئيسي في دورهام بولاية كارولينا الشمالية، وهي متخصصة في اتصالات الأعمال، وعلى وجه التحديد الاتصالات الموحدة، ومركز الاتصال، والخدمات. تخدم المنظمات في 220.000 موقع عملاء في جميع أنحاء العالم، تعد أفايا أكبر شركة الاتصالات الموحدة ومركز الاتصال خالص، وتحتل المرتبة الأولى في الاتصالات الموحدة ومركز الاتصال. 2 في جامعة كاليفورنيا والتعاون. بلغت عائدات الشركة في السنة المالية 2019 2.89 مليار دولار، يُعزى 83% منها إلى البرمجيات والخدمات.

## التاريخ

### اسم
في عام 1995، انفصلت شركة تقنيات لوسنت عن AT&T، وقامت شركة لوسنت بتفكيك وحدات خاصة بها في محاولة لإعادة هيكلة عملياتها المتعثرة.
تم فصل أفايا بعد ذلك عن لوسنت كشركة خاصة بها في عام 2000 (اندمجت لوسنت مع الكاتيل SA في عام 2006، لتصبح ألكاتل-لوسنت، والتي اشترتها نوكيا بدورها في 2016). ظلت شركة عامة من عام 2000 إلى عام 2007، عندما تم شراؤها من قبل شركات الأسهم الخاصة.
في عام 2001، تم إطلاق مركز تفاعل أفايا - وهو برنامج لإدارة علاقات العملاء - مما يتيح للشركات إمكانية جذب مراكز اتصال متعددة المنصات إلى مراكز اتصال متعددة الوسائط ومتعددة المواقع. تركز خريطة طريق «الاتصالات المتقاربة» المقترحة على الدور الذي ستلعبه التطبيقات في جعل الاتصالات تحسن أداء الأعمال.
في 15 ديسمبر 2017، أصبحت مرة أخرى شركة عامة، يتم تداولها تحت مؤشر الأسهم أفيا.

### إدارة
في أغسطس 2020، أعلنت شركة أفايا عن تعيين سيمون فاتشر كمدير إداري لأستراليا ونيوزيلندا حيث تسعى الشركة إلى قيادة استراتيجيات رقمية طويلة الأجل وتسريع التعافي التشغيلي للمنظمات والشركات الإقليمية.

### الاستحواذ والعودة إلى الشركة الخاصة
في أكتوبر 2007، استحوذت شركتا الأسهم الخاصة مجموعة تكساس باسيفيك وسيلفر ليك بارتنرز على شركة أفايا مقابل 8.2 مليار دولار وتم شطب الشركة من بورصة نيويورك. في العام التالي، تم إصدار خطاب أفايا إلى نص (لتمكين قراءة رسائل البريد الصوتي على الأجهزة المحمولة أو أجهزة الحاسوب) وأفايا الموحدة للاتصالات (مع التركيز على الاتصالات القائمة على الأدوار للعاملين عن بُعد، والوكلاء المنزليين، والعاملين المتنقلين في الشركات الصغيرة، وتكامل المكاتب الفرعية، وتجارة التجزئة المتاجر والفروع المصرفية)، وأصبح كيفن كينيدي الرئيس التنفيذي للشركة ورئيسها.

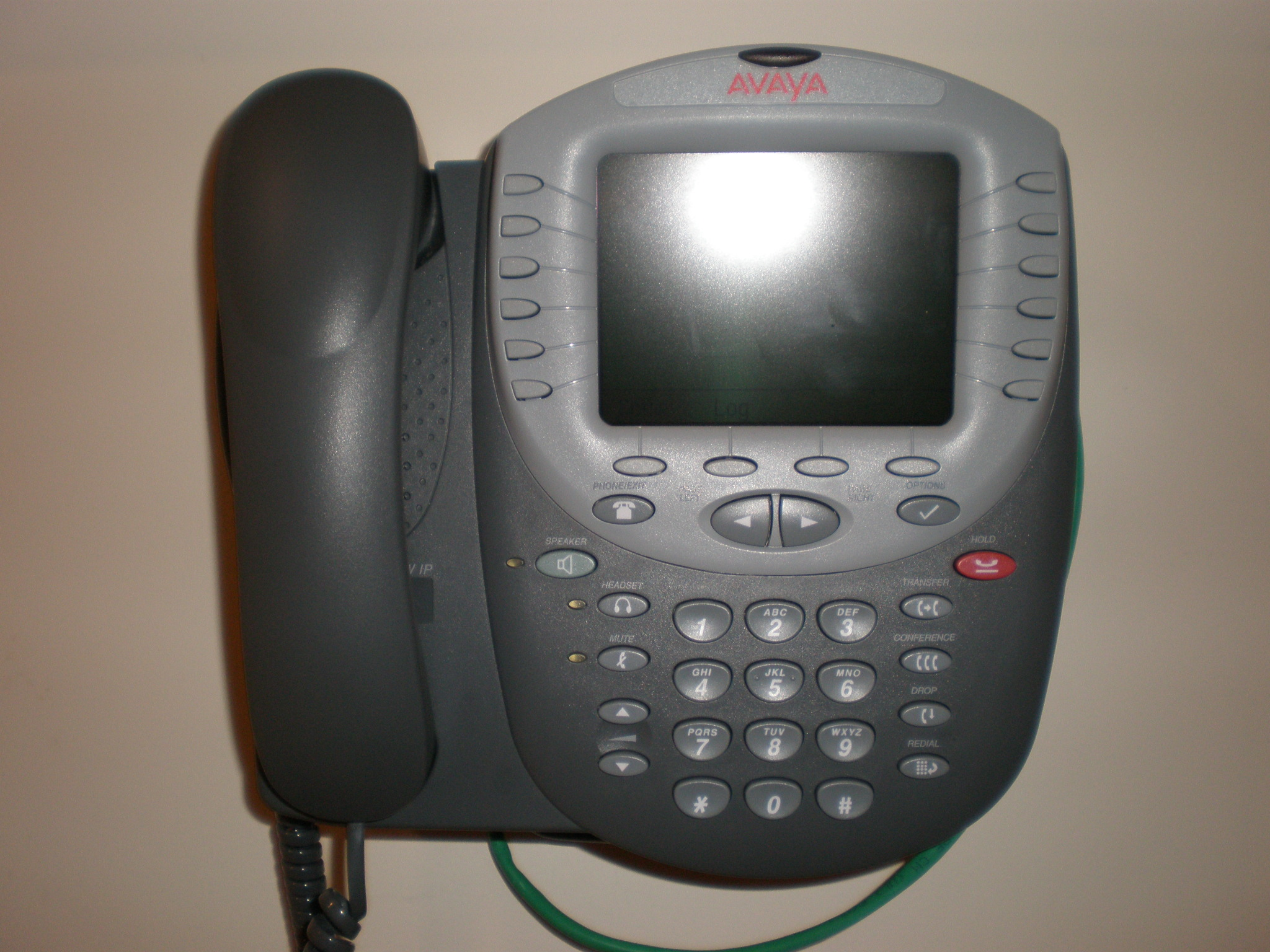
هاتف من إنتاج أفايا

في عام 2009، تم تقديم أفايا أورا للاتصالات المتكاملة، وفي ديسمبر استحوذت الشركة على أصول نورتل إنتربرايز مقابل 900 مليون دولار. في العام التالي، كانت أفايا هي المورد لمعدات الشبكة المتقاربة لدورة الألعاب الأولمبية الشتوية وأولمبياد المعاقين 2010، وتم تقديم مركز الاتصال أفايا أورا. في يونيو 2011، قدمت شركة أفايا طلبًا إلى لجنة الأوراق المالية والبورصات الأمريكية لجمع ما يصل إلى مليار دولار في إطلاق سوق الأوراق المالية. في 4 أكتوبر 2011، أفادت الشركة بأنها استحوذت على أنظمة سيبيرا من أجل وحدة التحكم في حدود الجلسة وتطبيقات أمن الاتصالات الموحدة. في 19 أكتوبر 2011، أفيد أن أفايا ستشتري أوريكس. وافق المساهمون على الاستحواذ على رادفيجن بحوالي 230 مليون دولار في 30 أبريل 2012، وأغلقت الصفقة في يونيو.

### الإفلاس (2016-2017)
وفقًا لمقالات إخبارية في مايو 2016 نقلاً عن «مصادر داخلية»، اعتبر مالكو الأسهم الخاصة في أفايا (سيلفر ليك بارتنرز ومجموعة تكساس باسيفيك) بيع الشركة بقيمة تتراوح من 6 إلى 10 مليارات دولار بما في ذلك الديون. خلال مكالمة أرباح الشركة في ذلك الشهر، أكد الرئيس التنفيذي كيفن كينيدي أن جولدمان ساكس كان يساعد أفايا في تقييم تعبيرات الاهتمام المتلقاة بالنسبة لأصول محددة واستكشاف الفرص المحتملة الأخرى. في نوفمبر، نظرت أفايا في إفلاس الفصل 11 أثناء محاولتها بيع أعمال مركز الاتصال. في 19 يناير 2017، تقدمت أفايا بطلب للحماية من الإفلاس بموجب الفصل 11، قائلة إن عملياتها الخارجية لن تتأثر. في الالتماس الذي قدمته، أدرجت الشركة 5.5 مليار دولار في الأصول و6.3 مليار دولار في الديون.
في محاولة لتحقيق الدخل من أصولها خلال فترة الإفلاس، أعلنت شركة أفايا في مارس 2017 أنها تلقت عرضًا مطاردًا لأعمالها في مجال الشبكات والمنتجات المرتبطة بها من الشبكات المتطرفة مقابل 100 مليون دولار أمريكي. لم تكن هناك عطاءات أخرى وتم الانتهاء من البيع في يوليو 2017.
في أكتوبر 2019، دخلت أفايا في شراكة إستراتيجية مع رينج سنتر وستقدم معًا اتصالات موحدة جديدة كحل خدمة تسمى أفايا كلاود أوفيس («منظمة رعاية مسؤولة»).

## عمليات الاستحواذ
منذ عام 2001، باعت أفايا واستحوذت على العديد من الشركات، بما في ذلك تقنيات VPNet وتكنولوجيا المعلومات فيستا وكوينتوس وعلم الطريق وتينوفيس وسبيكتيل وشبكات نيمسيت وشبكات العبور ورشيقة البرمجيات NZ المحدودة وكونفتل وسيبيرا وأوريكس ورادفيجن واسناتك. من خلال إجراءات إفلاس نورتل، تم بيع الأصول المتعلقة بوحدات أعمال صوت وبيانات المؤسسة الخاصة بهم بالمزاد العلني. قدمت أفايا عرضًا بقيمة 900 مليون دولار، وتم الإعلان عن فوزها بالأصول في 14 سبتمبر 2009.

## المواقع والدعم
يقع المقر الرئيسي لشركة أفايا في 2605 ميريديان باركواي، دورهام، كارولينا الشمالية. في عام 2019، كان للشركة تواجد في ما يقرب من 175 دولة، وخلال السنوات المالية الأربع الماضية خدمت أكثر من 90% من مؤسسات فورتشن 100.
ترعى أفايا مجموعة من المستخدمين وبرامج تدريب للحصول على شهادة متخصص في تكنولوجيا المعلومات في استخدام منتجات أفايا.
في عام 1985، تم تشكيل شركة مؤسسة هندسة الأداء (لاحقًا حلول PEC) لتقديم خدمات التكنولوجيا للعملاء الحكوميين. في 6 يونيو 2005، استحوذت نورتل على حلول PEC لتشكيل حلول نورتل بي إي سي. في 18 يناير 2006، تم تغيير اسم حلول نورتل بي إي سي إلى نورتل للحلول الحكومية. في 21 ديسمبر 2009، استحوذت أفايا على الأعمال الحكومية لنورتل كجزء من بيع أصول الشركة.

## براءات الاختراع
اشترت أفايا شركة نورتل إنتربرايز وحصلت على براءات اختراعها، بما في ذلك:
- US20050007951 - الكابلات الموجهة متعددة الوصلات والمقسمة.[44]
- 7173934 - نظام وجهاز وطريقة لتحسين موثوقية شبكة الاتصال باستخدام تقسيم صندوق الأمتعة.[45]
- 6496502 - الكابلات والجهازع متعدد الوصلات.[46]
- UNIStim

## وصلات خارجية
- الموقع الرسمي